# Jabisa
Jabisa är en ort i Gambia. Den ligger i regionen Lower River, i den centrala delen av landet, 120 km öster om huvudstaden Banjul. Antalet invånare var 255 vid folkräkningen 2013.